# Culicula trilinea
Culicula trilinea är en fjärilsart som beskrevs av Bethune-Baker 1908. Culicula trilinea ingår i släktet Culicula och familjen nattflyn. Inga underarter finns listade i Catalogue of Life.